# UCI Asia Tour 2006
Navigation
Édition précédente Édition suivante
L'UCI Asia Tour 2006 est la deuxième édition de l'UCI Asia Tour, l'un des cinq circuits continentaux de cyclisme de l'Union cycliste internationale. Il est composé de 27 compétitions, organisées du 28 septembre 2005 au 16 septembre 2006 en Asie. Il a été remporté par l'Iranien Ghader Mizbani, vainqueur du Kerman Tour, du Tour d'Azerbaïdjan et du Tour de Java oriental. La formation Giant Asia Racing s'est imposée au classement par équipes pour la deuxième fois. À noter que le Milad De Nour Tour organisé en Iran et les championnats d'Asie comptent deux éditions.

## Calendrier des épreuves

### Septembre 2005
| Date | Course             | Pays | Classe | Vainqueur    | Équipe            |
| ---- | ------------------ | ---- | ------ | ------------ | ----------------- |
| 28-4 | Milad De Nour Tour | Iran | 2.2    | David McCann | Giant Asia Racing |

### Octobre 2005
| Date | Course         | Pays           | Classe | Vainqueur      | Équipe            |
| ---- | -------------- | -------------- | ------ | -------------- | ----------------- |
| 23   | Japan Cup      | Japon          | 1.1    | Damiano Cunego | Lampre-Caffita    |
| 29-3 | Tour de Taïwan | Taipei chinois | 2.2    | Ahad Kazemi    | Giant Asia Racing |

### Novembre 2005
| Date | Course         | Pays  | Classe | Vainqueur        | Équipe             |
| ---- | -------------- | ----- | ------ | ---------------- | ------------------ |
| 13   | Tour d’Okinawa | Japon | 1.2    | Yasutaka Tashiro | Bridgestone Anchor |

### Décembre 2005
| Date  | Course                                 | Pays      | Classe | Vainqueur      | Équipe       |
| ----- | -------------------------------------- | --------- | ------ | -------------- | ------------ |
| 11    | Championnat d'Asie du contre-la-montre | Inde      | CC     | Youm Jung-hwan | Corée du Sud |
| 13    | Championnat d'Asie sur route           | Inde      | CC     | Joo Hyun-wook  | Corée du Sud |
| 25-31 | Tour de la mer de Chine méridionale    | Hong Kong | 2.2    | Kin San Wu     | Purapharm    |

### Janvier
| Date  | Course                      | Pays      | Classe | Vainqueur             | Équipe     |
| ----- | --------------------------- | --------- | ------ | --------------------- | ---------- |
| 15-21 | Tour du Siam                | Thaïlande | 2.2    | Pays-Bas Thomas Rabou | Marco Polo |
| 24-29 | Tour de Thaïlande           | Thaïlande | 2.2    | Chine Fuyu Li         | Marco Polo |
| 27    | Grand Prix cycliste de Doha | Qatar     | 1.1    | Tom Boonen            | Quick Step |
| 30-3  | Tour du Qatar               | Qatar     | 2.1    | Tom Boonen            | Quick Step |

### Février
| Date | Course           | Pays     | Classe | Vainqueur    | Équipe     |
| ---- | ---------------- | -------- | ------ | ------------ | ---------- |
| 3-12 | Tour de Langkawi | Malaisie | 2.HC   | David George | Barloworld |

### Mars
| Date | Course         | Pays  | Classe | Vainqueur  | Équipe            |
| ---- | -------------- | ----- | ------ | ---------- | ----------------- |
| 5-11 | Tour de Taïwan | Chine | 2.2    | Kirk O'Bee | Health Net-Maxxis |

### Avril
| Date  | Course                   | Pays  | Classe | Vainqueur        | Équipe            |
| ----- | ------------------------ | ----- | ------ | ---------------- | ----------------- |
| 15-19 | Tour of Chongming Island | Chine | 2.2    | Robert McLachlan | Drapac Porsche    |
| 15-20 | Kerman Tour              | Iran  | 2.2    | Ghader Mizbani   | Giant Asia Racing |

### Mai
| Date  | Course             | Pays         | Classe | Vainqueur      | Équipe            |
| ----- | ------------------ | ------------ | ------ | -------------- | ----------------- |
| 3-7   | Cepa Tour          | Hong Kong    | 2.2    | Geert Steurs   | Pictoflex         |
| 4-10  | Tour de Corée      | Corée du Sud | 2.2    | Tobias Erler   | Giant Asia Racing |
| 14-21 | Tour du Japon      | Japon        | 2.2    | Volodymyr Duma | Universal Caffè   |
| 22-29 | Tour d'Azerbaïdjan | Iran         | 2.2    | Ghader Mizbani | Giant Asia Racing |

### Juillet
| Date  | Course                | Pays      | Classe | Vainqueur          | Équipe            |
| ----- | --------------------- | --------- | ------ | ------------------ | ----------------- |
| 5-9   | Tour de Java oriental | Indonésie | 2.2    | Ghader Mizbani     | Giant Asia Racing |
| 15-23 | Tour du lac Qinghai   | Chine     | 2.HC   | Maarten Tjallingii | Skil-Shimano      |

### Août
| Date  | Course             | Pays      | Classe | Vainqueur      | Équipe            |
| ----- | ------------------ | --------- | ------ | -------------- | ----------------- |
| 14-20 | Milad De Nour Tour | Iran      | 2.2    | Ghader Mizbani | Giant Asia Racing |
| 27-4  | Tour d'Indonésie   | Indonésie | 2.2    | David McCann   | Giant Asia Racing |

### Septembre
| Date  | Course                                             | Pays     | Classe | Vainqueur                                              | Équipe            |
| ----- | -------------------------------------------------- | -------- | ------ | ------------------------------------------------------ | ----------------- |
| 13    | Championnat d'Asie du contre-la-montre par équipes | Malaisie | CC     | Kim Dong-Hun Lee Won-Jae Park Sung-baek Youm Jung-hwan | Corée du Sud      |
| 13-18 | Tour de Hokkaido                                   | Japon    | 2.2    | Taiji Nishitani                                        | Aisan Racing Team |
| 14    | Championnat d'Asie du contre-la-montre             | Malaisie | CC     | Andrey Mizurov                                         | Kazakhstan        |
| 16    | Championnat d'Asie sur route                       | Malaisie | CC     | Mahdi Sohrabi                                          | Iran              |

## Classements finals
| #   | Coureur            | Pays           | Équipe            | Pts    |
| 1.  | Ghader Mizbani     | Iran           | Giant Asia Racing | 434,32 |
| 2.  | Hossein Askari     | Iran           | Giant Asia Racing | 386,32 |
| 3.  | Ahad Kazemi        | Iran           | Giant Asia Racing | 259,32 |
| 4.  | David McCann       | Irlande        | Giant Asia Racing | 228    |
| 5.  | Maarten Tjallingii | Pays-Bas       | Skil-Shimano      | 189    |
| 6.  | Omar Hasanein      | Syrie          | Syrie             | 188,66 |
| 7.  | David George       | Afrique du Sud | Relax-GAM         | 178    |
| 8.  | Tobias Erler       | Allemagne      | Giant Asia Racing | 167    |
|     | Mahdi Sohrabi      | Iran           | Iran              | 167    |
| 10. | Robert McLachlan   | Australie      | Drapac-Porsche    | 162    |

| #   | Équipe                     | Pts     |
| 1.  | Giant Asia Racing          | 1379,64 |
| 2.  | Skil-Shimano               | 397     |
| 3.  | Relax-GAM                  | 375     |
| 4.  | Marco Polo                 | 371     |
| 5.  | Cycle Racing Vang          | 308     |
| 6.  | Capec                      | 222     |
| 7.  | Drapac Porsche             | 210     |
| 8.  | Purapharm                  | 179     |
| 9.  | Selle Italia-Diquigiovanni | 152     |
| 10. | Aisan Racing Team          | 149     |

### Classements par nations
| #   | Pays                | Pts     |
| 1.  | Iran                | 1730,06 |
| 2.  | Japon               | 849     |
| 3.  | Kazakhstan          | 770     |
| 4.  | Ouzbékistan         | 433     |
| 5.  | Hong Kong           | 288     |
| 6.  | Corée du Sud        | 261     |
| 7.  | Mongolie            | 243     |
| 8.  | Syrie               | 198,64  |
| 9.  | Chine               | 123     |
| 10. | Émirats arabes unis | 106     |